# 559
559(오백오십구)는 558보다 크고 560보다 작은 자연수다.

## 수학
- 합성수로, 그 약수는 1, 13, 43, 559다. 진약수의 합은 57이므로, 559는 부족수다.
- 13번째 구각수다. 앞의 구각수는 474, 다음은 651이다.
- {\displaystyle 559=103+107+109+113+127}
  - 연속하는 소수(素數) 5개의 합으로 나타낼 수 있으며, 이 성질을 지닌 앞의 수는 533, 다음 수는 587이다.
- {\displaystyle 559=67+71+73+79+83+89+97}
  - 연속하는 소수(素數) 7개의 합으로 나타낼 수 있으며, 이 성질을 지닌 앞의 수는 523, 다음 수는 593이다.
- {\displaystyle 559=7^{2}+8^{2}+9^{2}+10^{2}+11^{2}+12^{2}}
  - 연속하는 자연수 6개의 제곱합으로 나타낼 수 있으며, 이 성질을 지닌 앞의 수는 451, 다음 수는 679다.
- {\displaystyle 559=6^{3}+7^{3}}
  - 연속하는 두 자연수의 세제곱합으로 나타낼 수 있으며, 이 성질을 지닌 앞의 수는 341, 다음 수는 855다.
- {\displaystyle 79^{3}-1}은 559로 나누어떨어진다.

## 과학
- NGC 559(영어판): 카시오페이아자리 방향에 있는 산개성단.
- 559 나논(영어판): 소행성.

## 교통
- 아우토반 559호선(영어판, 독일어판): 독일의 고속도로.
- 현도 제559호선

## 군사
- U-559(영어판, 독일어판): 제2차 세계 대전에 사용된 나치 독일의 군용 잠수함.

## 문화유산
- 대한민국의 보물 제559호: 채화칠기
- 대한민국의 사적 제559호: 거창 거열산성

## 기타
- 연도: 559년, 기원전 559년
- GDH 559(영어판): 태국의 영화 제작사.